# Michael Drucker
Michael Drucker (* 15. Juli 1943 in Leipzig) ist ein deutscher Bibliothekar. Von 1994 bis 2008 leitete er die Staatliche Bibliothek Regensburg.

## Leben und Wirken
Michael Drucker studierte Klassische Philologie und Alte Geschichte an der Universität Heidelberg und legte dort 1970 das Staatsexamen für den höheren Schuldienst ab. Im Jahre 1975 promovierte er dort mit einer Arbeit über Ovid. 1973 trat er als Bibliotheksreferendar in die Ausbildung für den höheren Bibliotheksdienst ein und absolvierte die Fachprüfung hierfür 1975 an der Bibliotheksschule Frankfurt/M. Von 1975 bis 1994 war er dann als wissenschaftlicher Bibliothekar an der Universitätsbibliothek Regensburg tätig. Neben den Aufgaben als Fachreferent leitete er dort seit 1982 die Benutzungsabteilung. 1994 übernahm er die Leitung der Staatlichen Bibliothek Regensburg. Hierzu gehörte auch die Leitung der Staatlichen Bibliothek (Provinzialbibliothek) Amberg. Drucker beschäftigte sich insbesondere mit den wertvollen historischen Beständen dieser Bibliotheken, pflegte den Erwerb der Regionalliteratur zur Oberpfalz und initiierte einen Kooperationsvertrag mit der Universitätsbibliothek Regensburg.
In seinen Veröffentlichungen hat sich Drucker vor allem mit der Regensburger Bibliotheksgeschichte beschäftigt und 2016 eine Geschichte der von ihm geleiteten Staatlichen Bibliothek Regensburg vorgelegt.

## Schriften
- Der verbannte Dichter und der Kaiser-Gott. Studien zu Ovids späten Elegien. Dissertation Universität Heidelberg 1975.
- (Bearb., mit Richard W. Dorn): "In der Ferne gegenwärtig". Katalog der Goethe-Bibliothek Dorn. Zwei Bände (Beiträge zum Buch- und Bibliothekswesen, Bd. 23 u. 33). Harrassowitz, Wiesbaden 1986/1993, ISBN 3-447-02614-6 und ISBN 3-447-03264-2.
- Die Universitätsbibliothek Regensburg in Stadt und Region. In: Paul Niewalda (Hrsg.): Bibliothekslandschaft Bayern. Festschrift für Max Pauer zum 65. Geburtstag. Harrassowitz, Wiesbaden 1989, S. 27–58, ISBN 3-447-02899-8.
- Stadt und Universitätsbibliothek. Entwicklung der außeruniversitären Funktionen der Hochschulbibliotheken im 19. und 20. Jahrhundert. In: Jörg Fligge (Hrsg.): Stadt und Bibliothek. Literaturversorgung als kommunale Aufgabe im Kaiserreich und in der Weimarer Republik (= Wolfenbütteler Schriften zur Geschichte des Buchwesens, Bd. 25). Harrassowitz, Wiesbaden 1997, S. 451–481, ISBN 3-447-03885-3.
- (Bearb.): Bürger und Bücher. Die Bibliothek der Reichsstadt Regensburg. Ausstellung im ehemaligen reichsstädtischen Bibliothekssaal, heute Sitzungssaal des Verwaltungsgerichts Regensburg 9.6.–25.6.1999 und in der Staatlichen Bibliothek Regensburg 1.7.–17.7.1999. Staatliche Bibliothek Regensburg 1999, ISBN 3-925346-14-7.
- Staatliche Bibliothek Regensburg. Auf dem Weg zur Bestandserschließung. In: Bibliotheksforum Bayern, Bd. 27 (1999), S. 254–263.
- Regensburger Bibliotheken. Schicksale zwischen Reichsstadtzeit und Königreich. In: Peter Schmid (Hrsg.): 1803. Wende in Europas Mitte. Vom feudalen zum bürgerlichen Zeitalter. Begleitband zur Ausstellung im Historischen Museum Regensburg 29. Mai bis 24. August 2003. Schnell & Steiner, Regensburg 2003, S. 187–208, ISBN 3-7954-1552-7.
- Zwei Katalogfragmente Carl Theodor Gemeiners. In: Beiträge zur Geschichte des Bistums Regensburg, Bd. 39 (2005), S. 733–743.
- Die Bibliothek des Regensburger Jesuitenkollegs. In: Manfred Knedlik (Hrsg.): Die Regensburger Bibliothekslandschaft am Ende des Alten Reiches (= Kataloge und Schriften der Staatlichen Bibliothek Regensburg, Bd. 5). Universitätsverlag Regensburg 2011, ISBN 978-3-86845-081-1, S. 94–120.
- Die Geschichte der Staatlichen Bibliothek Regensburg von den Anfängen bis 1968 (= Kataloge und Schriften der Staatlichen Bibliothek Regensburg, Bd. 14). Dr. Peter Morsbach Verlag, Regensburg 2016, ISBN 978-3-96018-013-5.